# Kaple Panny Marie z Eroly
Kaple Panny Marie z Eroly je církevní stavba na území obce Tordera v katalánské provincii Barcelona. Nachází se 500 metrů od kostela Sant Llop d'Hortsavinyà. Je to kaple z 18. století zahrnutá do soupisu architektonického dědictví Katalánska (IPA 9244). Malá nabílená kaple sloužila podle tradice jako vodítko pro rybáře na moři. Uvnitř na oltáři je obraz Panny Marie z Eroly.